# Muzzano TI
| TI ist das Kürzel für den Kanton Tessin in der Schweiz. Es wird verwendet, um Verwechslungen mit anderen Einträgen des Namens Muzzano zu vermeiden. |

 Muzzano ist eine politische Gemeinde im Schweizer Kanton Tessin. Sie gehört zum Kreis Agno beziehungsweise zum Bezirk Lugano.

## Geographie
Die Gemeinde liegt zwischen dem östlichen Teil des Luganersees mit der Stadt Lugano und dem Westarm des Sees, an den das Gemeindegebiet grenzt, im Malcantone. Sie besteht aus den Ortsteilen Muzzano, Agnuzzo, Piodella und Molini.
Nachbarschaft
Im Nordosten grenzt Muzzano an das Gebiet von Lugano, im Osten liegt Sorengo am See von Muzzano, im Süden, ebenfalls an den See angrenzend, liegt die Gemeinde Collina d’Oro, im Südwesten grenzt Muzzano an den westlichen Arm des Luganersees, und im Westen liegt Agno, getrennt durch den kanalisierten Fluss Vedeggio.
Lago di Muzzano
Der kleine Lago di Muzzano liegt zum grössten Teil auf Gemeindegebiet. Er ist insgesamt 780 m lang und 337 m breit. Bei einer maximalen Tiefe von 3,35 m enthält er etwa 600'000 Kubikmeter Wasser. Der Lago di Muzzano wurde in der Eiszeit von den sich treffenden Gletschern der Adda und des Ticino gebildet. Er steht mitsamt seinen Schilfgürteln unter Naturschutz und gehört der Schweizer Naturschutzorganisation Pro Natura.

## Geschichte

Muzzano, im Hintergrund Biogno. Historisches Luftbild von Werner Friedli (1950)

Muzzano wurde 1189 als Muciano erstmals erwähnt. Der Ort Agnuzzo, seit 1925 zur Gemeinde gehörig, ist schon 818 als Standort eines Fronhofs bekannt, der dem Klerus von Como von Kaiser Ludwig der Fromme geschenkt wurde. Kirchlich gehörte der Ort bis 1735 zu Agno und wurde dann selbständige Pfarrei.
Muzzano war die Heimat zahlreicher Stuckateure und lebte von Landwirtschaft und der Zucht von Seidenspinnern. Gegen Ende des 20. Jahrhunderts entstand am Ostufer des Vedeggio eine Industriezone, die Arbeitsplätze bereitstellte. Drei Viertel der erwerbstätigen Bevölkerung sind allerdings Pendler, die in Lugano und den umliegenden Gemeinden Arbeit finden.
Am 20. Oktober 2019 lehnten die Einwohner den Gemeindezusammenschluss mit der Nachbargemeinde Collina d’Oro mit 1 Stimme Mehrheit (50,11 %) ab.
Die verschiedenen früheren Ortsbürgergemeinden der Region sind heute zur Bürgergemeinde Bioggio-Bosco Luganese-Muzzano-Agnuzzo vereinigt.

## Bevölkerung
Einwohnerzahlen: Volkszählungsdaten

## Verkehr
Südlich von Muzzano liegt die Bahnstation Cappella-Agnuzzo an der S-Bahn-Strecke Lugano – Ponte Tresa. Westlich des Ortes verläuft die Autobahn A2 Basel – Chiasso. Die nächsten Anschlussstellen sind Lugano-Nord und Lugano-Sud. Auf dem Gemeindegebiet von Agno, westlich des Vedeggio, befindet sich der Flughafen Lugano.

## Sehenswürdigkeiten
Das Dorfbild ist im Inventar der schützenswerten Ortsbilder der Schweiz (ISOS) als schützenswertes Ortsbild der Schweiz von nationaler Bedeutung eingestuft.
- Pfarrkirche Santa Maria dell’Annunciazione (Mariä Verkündigung), ursprünglich wahrscheinlich aus dem 16. Jahrhundert, restauriert in den Jahren 1970–1972 unter der Leitung von Alberto Finzi, und Kirchhof[12]
- Oratorium Sant’Andrea im Ortsteil Agnuzzo, 1208 zum ersten Mal erwähnt[12]
- Grundschule und Gemeindesaal, in via Selva, Architekten: Mauro Buletti, Paolo Fumagalli[12]
- ehemalige Casa Lamoni an der Piazza delle Scuole 3[12]
- Casa Lamoni an der Piazza delle Scuole 4[12], Platz und Garten
- Casa Fè an der Contrada Antica 3[12]
- Villa Castelletto an der Via Verzino 1[12]
- Casa Felice Filippini, nach Plänen von Mario Campi und Franco Pessina[12]
- weitere Wohnhäuser der Architekten Mario Campi, Franco Pessina, Emilio Bernegger, Bruno Keller und Edy Quaglia.[12]

## Bilder

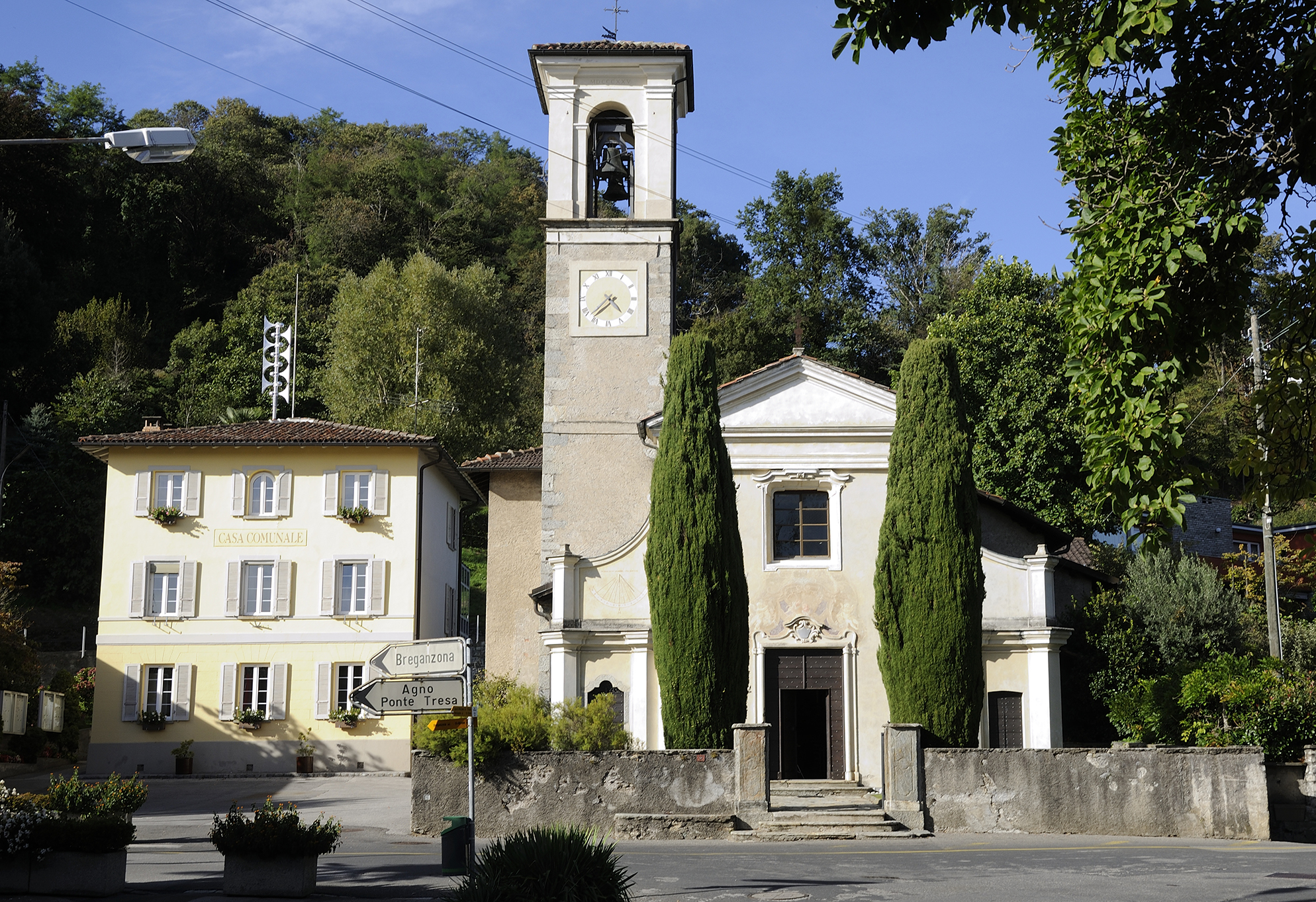
Pfarrkirche
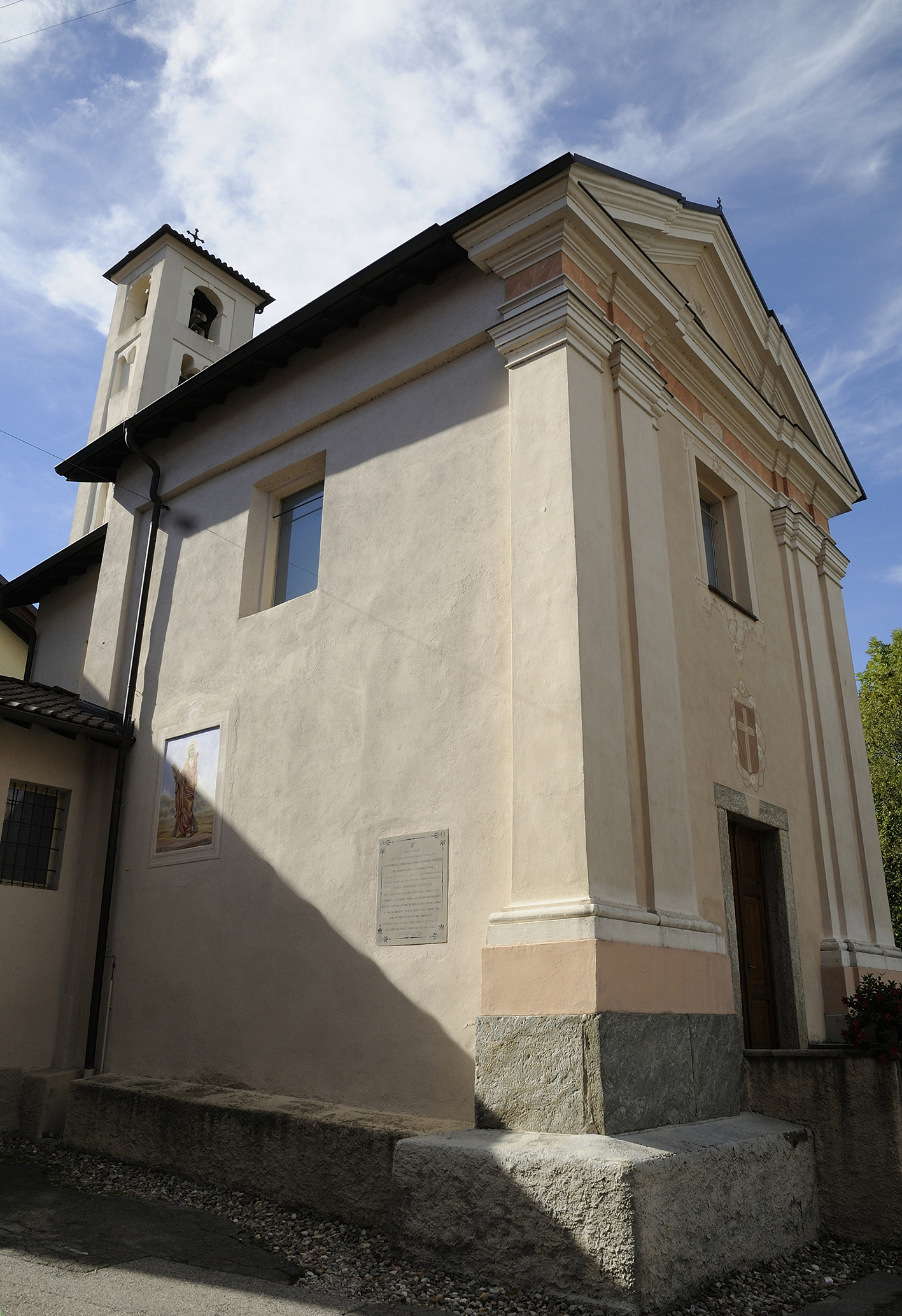
Oratorium Sant’Andrea
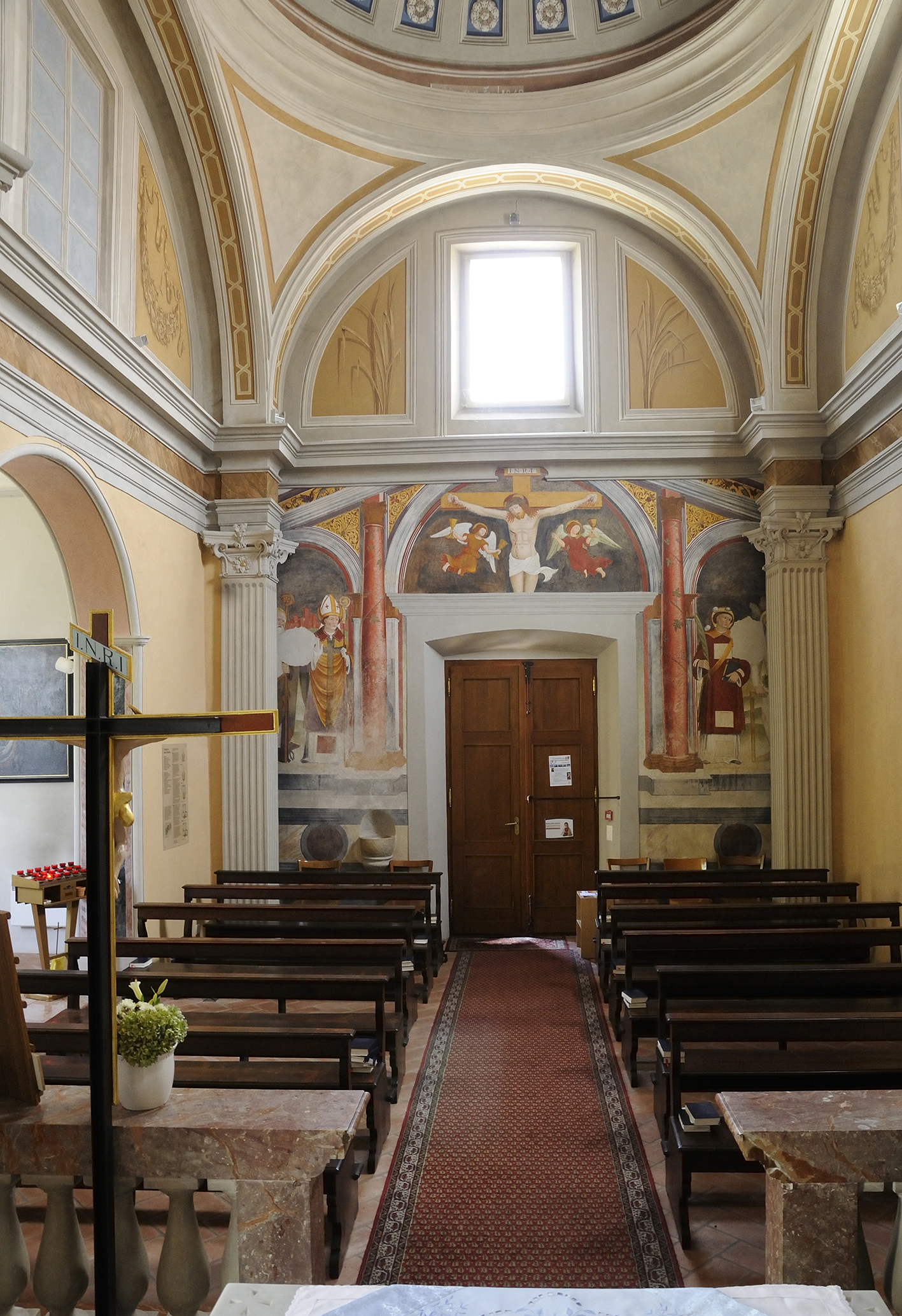
Oratorium Sant’Andrea: Innenansicht
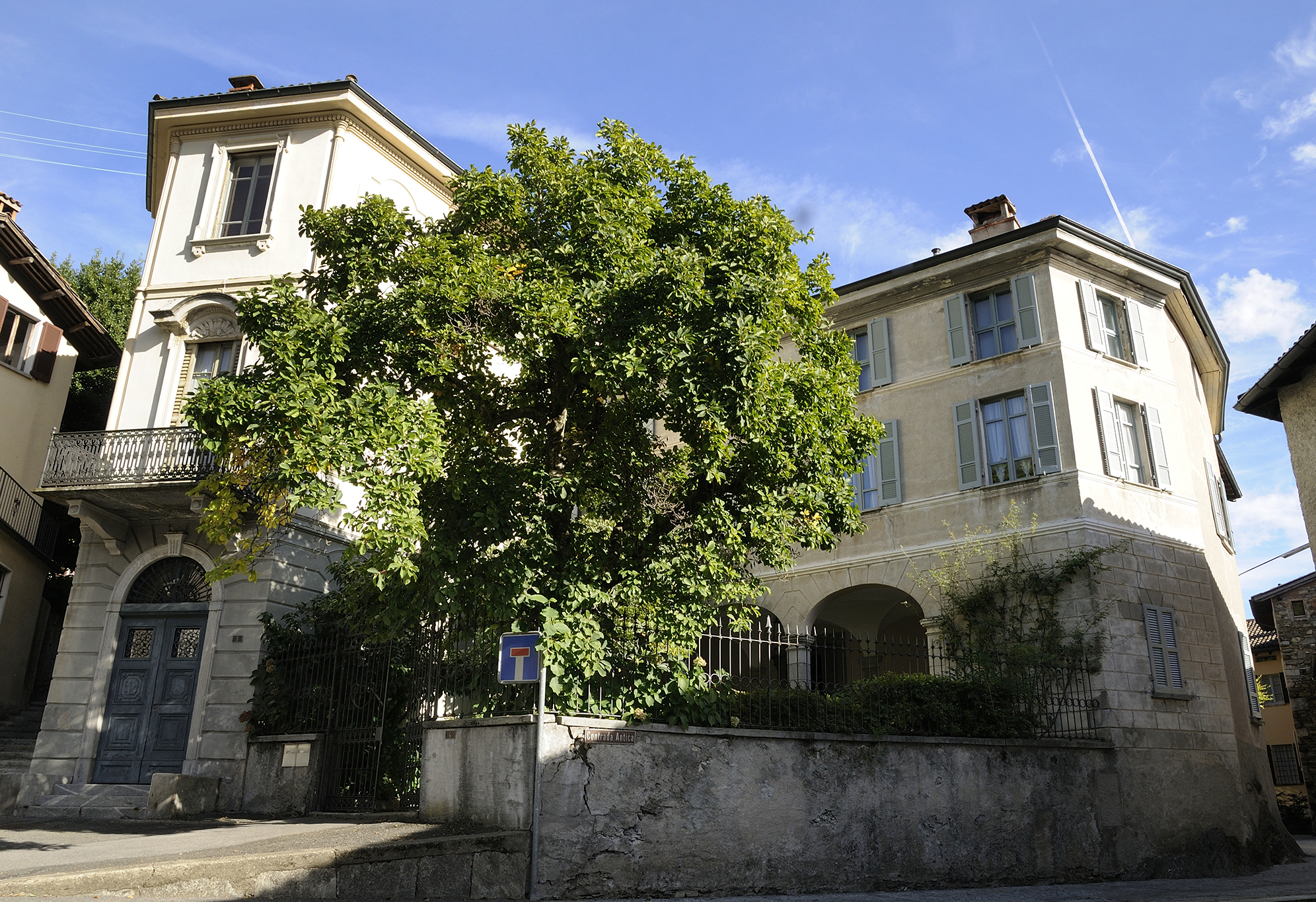
Wohnhaus Lamoni